# ATP World Tour 2010/červenec-prosinec
ATP World Tour 2010 byl elitní tenisový okruh pro profesionály v roce 2010, organizovaný Asociací profesionálních tenistů. Okruh zahrnoval turnaje Grand Slamu (organizované ITF), události kategorií ATP Masters 1000, ATP World Tour 500 series, ATP World Tour 250 series, dále pak týmové soutěžeSvětový pohár družstev, Davis Cup (pořádaný ITF) a Turnaj mistrů. Součástí okruhu 2010 se stal také Hopmanův pohár, z něhož si hráči nepřipsali žádné body, a jenž byl organizován ITF. Ve Wimbledonu byl sehrán nejdelší zápas dosavadní tenisové historie, který překonal několik rekordů.

## Chronologický přehled událostí

### Legenda
| Grand Slam                  |
| ATP World Tour Finals       |
| ATP World Tour Masters 1000 |
| ATP World Tour 500          |
| ATP World Tour 250          |
| Týmové soutěže              |

### Červenec
| Datum        | Turnaj | Vítězové                                                    | Finalisté                                                | Semifinalisté                            | Čtvrtfinalisté                                                    |
| ------------ | --- | ----------------------------------------------------------- | -------------------------------------------------------- | ---------------------------------------- | ----------------------------------------------------------------- |
| 5. červenec  | Campbell's Hall of Fame Tennis Championships Newport, USA ATP World Tour 250 series $442,500 – Grass – 32S/32Q/16D                                           | Mardy Fish 5–7, 6–3, 6–4                                    | Olivier Rochus                                           | Brian Dabul Richard Bloomfield           | Dustin Brown Raven Klaasen Frank Dancevic Ryan Harrison           |
| 5. červenec  | Campbell's Hall of Fame Tennis Championships Newport, USA ATP World Tour 250 series $442,500 – Grass – 32S/32Q/16D                                           | Carsten Ball Chris Guccione 6–3, 6–4                        | Santiago González Travis Rettenmaier                     | Brian Dabul Richard Bloomfield           | Dustin Brown Raven Klaasen Frank Dancevic Ryan Harrison           |
| 5. červenec  | Davis Cup 2010 - čtvrtfinále Clermont-Ferrand, Francie – tvrdý (h) Moskva, Rusko –tvrdý (h) Split, Chorvatsko – tvrdý (h) Coquimbo, Chile – antuka (červená) | Vítězné týmy Francie 5–0 Argentina 3–2 Srbsko 4–1 Česko 4–1 | Poražení čtvrtfinalisté Španělsko Rusko Chorvatsko Chile |                                          |                                                                   |
| 12. červenec | MercedesCup Stuttgart, Německo ATP World Tour 250 series €398,250 – antuka (červená) –28S/32Q/16D                                                            | Albert Montañés 6–2, 1–2 skreč                              | Gaël Monfils                                             | Daniel Gimeno Traver Juan Carlos Ferrero | Marco Chiudinelli Florian Mayer Simon Greul Jürgen Melzer         |
| 12. červenec | MercedesCup Stuttgart, Německo ATP World Tour 250 series €398,250 – antuka (červená) –28S/32Q/16D                                                            | Carlos Berlocq Eduardo Schwank 7–6(5), 7–6(6)               | Christopher Kas Philipp Petzschner                       | Daniel Gimeno Traver Juan Carlos Ferrero | Marco Chiudinelli Florian Mayer Simon Greul Jürgen Melzer         |
| 12. červenec | Catella Swedish Open Båstad, Švédsko ATP World Tour 250 series €398,250 – antuka (červená) – 28S/32Q/16D                                                     | Nicolás Almagro 7–5, 3–6, 6–2                               | Robin Söderling                                          | David Ferrer Tommy Robredo               | Andreas Seppi Pablo Cuevas Franko Škugor Fernando Verdasco        |
| 12. červenec | Catella Swedish Open Båstad, Švédsko ATP World Tour 250 series €398,250 – antuka (červená) – 28S/32Q/16D                                                     | Robert Lindstedt Horia Tecău 6–4, 7–5                       | Andreas Seppi Simone Vagnozzi                            | David Ferrer Tommy Robredo               | Andreas Seppi Pablo Cuevas Franko Škugor Fernando Verdasco        |
| 19. červenec | International German Open Hamburk, Německo ATP World Tour 500 series €1,000,000 – antuka (červená) – 48S/24Q/16D                                             | Andrej Golubjov 6–3, 7–5                                    | Jürgen Melzer                                            | Florian Mayer Andreas Seppi              | Denis Istomin Juan Carlos Ferrero Potito Starace Thomaz Bellucci  |
| 19. červenec | International German Open Hamburk, Německo ATP World Tour 500 series €1,000,000 – antuka (červená) – 48S/24Q/16D                                             | Marc López David Marrero 6–3, 2–6, [10–8]                   | Jérémy Chardy Paul-Henri Mathieu                         | Florian Mayer Andreas Seppi              | Denis Istomin Juan Carlos Ferrero Potito Starace Thomaz Bellucci  |
| 19. červenec | Atlanta Tennis Championships Atlanta, USA ATP World Tour 250 $531,000 – tvrdý – 32S/32Q/16D                                                                  | Mardy Fish 4–6, 6–4, 7–6(4)                                 | John Isner                                               | Andy Roddick Kevin Anderson              | Xavier Malisse Taylor Dent Lukáš Lacko Michael Russell            |
| 19. červenec | Atlanta Tennis Championships Atlanta, USA ATP World Tour 250 $531,000 – tvrdý – 32S/32Q/16D                                                                  | Scott Lipsky Rajeev Ram 6–3, 6–7(4), [12–10]                | Rohan Bopanna Kristof Vliegen                            | Andy Roddick Kevin Anderson              | Xavier Malisse Taylor Dent Lukáš Lacko Michael Russell            |
| 26. červenec | Allianz Suisse Open Gstaad Gstaad, Švýcarsko ATP World Tour 250 series €398,250 – antuka (červená) – 32S/32Q/16D                                             | Nicolás Almagro 7–5, 6–1                                    | Richard Gasquet                                          | Jurij Ščukin Daniel Gimeno Traver        | Michail Južnyj Albert Montañés Igor Andrejev Jérémy Chardy        |
| 26. červenec | Allianz Suisse Open Gstaad Gstaad, Švýcarsko ATP World Tour 250 series €398,250 – antuka (červená) – 32S/32Q/16D                                             | Johan Brunström Jarkko Nieminen 6–3, 6–7(4), [11–9]         | Marcelo Melo Bruno Soares                                | Jurij Ščukin Daniel Gimeno Traver        | Michail Južnyj Albert Montañés Igor Andrejev Jérémy Chardy        |
| 26. červenec | Farmers Classic Los Angeles, USA ATP World Tour 250 $619,500 – tvrdý – 28S/32Q/16D                                                                           | Sam Querrey 5–7, 7–6(2), 6–3                                | Andy Murray                                              | Feliciano López Janko Tipsarević         | Alejandro Falla James Blake Marcos Baghdatis Rainer Schüttler     |
| 26. červenec | Farmers Classic Los Angeles, USA ATP World Tour 250 $619,500 – tvrdý – 28S/32Q/16D                                                                           | Bob Bryan Mike Bryan 6–7(6), 6–2, [10–7]                    | Eric Butorac Jean-Julien Rojer                           | Feliciano López Janko Tipsarević         | Alejandro Falla James Blake Marcos Baghdatis Rainer Schüttler     |
| 26. červenec | ATP Studena Croatia Open Umag Umag, Chorvatsko ATP World Tour 250 series €398,250 – antuka (červená) – 32S/32Q/16D                                           | Juan Carlos Ferrero 6–4, 6–4                                | Potito Starace                                           | Juan Ignacio Chela Andreas Seppi         | Nikolaj Davyděnko Ivan Ljubičić Alexandr Dolgopolov Jürgen Melzer |
| 26. červenec | ATP Studena Croatia Open Umag Umag, Chorvatsko ATP World Tour 250 series €398,250 – antuka (červená) – 32S/32Q/16D                                           | Leoš Friedl Filip Polášek 6–3, 7–6(7)                       | František Čermák Michal Mertiňák                         | Juan Ignacio Chela Andreas Seppi         | Nikolaj Davyděnko Ivan Ljubičić Alexandr Dolgopolov Jürgen Melzer |

### Srpen
| Datum             | Turnaj | Vítězové                                    | Finalisté                       | Semifinalisté                   | Čtvrtfinalisté                                                       |
| ----------------- | --- | ------------------------------------------- | ------------------------------- | ------------------------------- | -------------------------------------------------------------------- |
| 2. srpen          | Legg Mason Tennis Classic Washington, D.C., USA ATP World Tour 500 series $1,165,500 – tvrdý – 48S/24Q/16D | David Nalbandian 6–2, 7–6(4)                | Marcos Baghdatis                | Xavier Malisse Marin Čilić      | Tomáš Berdych Fernando Verdasco Janko Tipsarević Gilles Simon        |
| 2. srpen          | Legg Mason Tennis Classic Washington, D.C., USA ATP World Tour 500 series $1,165,500 – tvrdý – 48S/24Q/16D | Mardy Fish Mark Knowles 4–6, 7–6(7), [10–7] | Tomáš Berdych Radek Štěpánek    | Xavier Malisse Marin Čilić      | Tomáš Berdych Fernando Verdasco Janko Tipsarević Gilles Simon        |
| 9. srpen          | Rogers Masters Toronto, Kanada ATP World Tour Masters 1000 $2,430,000 – tvrdý–56S/28Q/24D                  | Andy Murray 7–5, 7–5                        | Roger Federer                   | Rafael Nadal Novak Djoković     | Philipp Kohlschreiber David Nalbandian Tomáš Berdych Jérémy Chardy   |
| 9. srpen          | Rogers Masters Toronto, Kanada ATP World Tour Masters 1000 $2,430,000 – tvrdý–56S/28Q/24D                  | Bob Bryan Mike Bryan 7–5, 6–3               | Julien Benneteau Michaël Llodra | Rafael Nadal Novak Djoković     | Philipp Kohlschreiber David Nalbandian Tomáš Berdych Jérémy Chardy   |
| 16. srpen         | W&S Financial Group Masters Cincinnati, USA ATP World Tour Masters 1000 $2,430,000 – tvrdý – 56S/28Q/24D   | Roger Federer 6–7(5), 7–6(1), 6–4           | Mardy Fish                      | Marcos Baghdatis Andy Roddick   | Rafael Nadal Nikolaj Davyděnko Andy Murray Novak Djoković            |
| 16. srpen         | W&S Financial Group Masters Cincinnati, USA ATP World Tour Masters 1000 $2,430,000 – tvrdý – 56S/28Q/24D   | Bob Bryan Mike Bryan 6–3, 6–4               | Mahesh Bhupathi Max Mirnyj      | Marcos Baghdatis Andy Roddick   | Rafael Nadal Nikolaj Davyděnko Andy Murray Novak Djoković            |
| 23. srpen         | Pilot Pen Tennis New Haven, USA ATP World Tour 250 series $663,750 – Hard– 48S/32Q/16D                     | Serhij Stachovskyj 3–6, 6–3, 6–4            | Denis Istomin                   | Thiemo de Bakker Viktor Troicki | Marcos Baghdatis Jevgenij Koroljov Radek Štěpánek Teimuraz Gabašvili |
| 23. srpen         | Pilot Pen Tennis New Haven, USA ATP World Tour 250 series $663,750 – Hard– 48S/32Q/16D                     | Robert Lindstedt Horia Tecău 6–4, 7–5       | Rohan Bopanna Ajsám Kúreší      | Thiemo de Bakker Viktor Troicki | Marcos Baghdatis Jevgenij Koroljov Radek Štěpánek Teimuraz Gabašvili |
| 30. srpen 6. září | US Open New York, USA Grand Slam $10,508,000 – tvrdý 128S/128Q/64D/32X                                     | Rafael Nadal 6–4, 5–7, 6–4, 6–2             | Novak Djoković                  | Michail Južnyj Roger Federer    | Fernando Verdasco Stanislas Wawrinka Gaël Monfils Robin Söderling    |
| 30. srpen 6. září | US Open New York, USA Grand Slam $10,508,000 – tvrdý 128S/128Q/64D/32X                                     | Bob Bryan Mike Bryan 7–6(5), 7–6(4)         | Rohan Bopanna Ajsám Kúreší      | Michail Južnyj Roger Federer    | Fernando Verdasco Stanislas Wawrinka Gaël Monfils Robin Söderling    |
| 30. srpen 6. září | US Open New York, USA Grand Slam $10,508,000 – tvrdý 128S/128Q/64D/32X                                     | Bob Bryan Liezel Huberová 6–4, 6–4          | Ajsám Kúreší Květa Peschkeová   | Michail Južnyj Roger Federer    | Fernando Verdasco Stanislas Wawrinka Gaël Monfils Robin Söderling    |

### Září
| Datum    | Turnaj                                                                                                  | Vítězové                                          | Finalisté                              | Semifinalisté                         | Čtvrtfinalisté                                              |
| -------- | --- | ------------------------------------------------- | -------------------------------------- | ------------------------------------- | ----------------------------------------------------------- |
| 13. září | Davis Cup 2010 - semifinále Lyon, Francie – tvrdý (h) Bělehrad, Srbsko – tvrdý (h)                      | Vítězní semifinalisté Francie 5–0 Srbsko 3–2      | Poražení semifinalisté Argentina Česko |                                       |                                                             |
| 20. září | Open de Moselle Méty, Francie ATP World Tour 250 series €398,250 – tvrdý (h) – 28S/25Q/16D              | Gilles Simon 6–3, 6–2                             | Mischa Zverev                          | Philipp Kohlschreiber Richard Gasquet | Marin Čilić Xavier Malisse Tommy Robredo Jarkko Nieminen    |
| 20. září | Open de Moselle Méty, Francie ATP World Tour 250 series €398,250 – tvrdý (h) – 28S/25Q/16D              | Dustin Brown Rogier Wassen 6–3, 6–3               | Marcelo Melo Bruno Soares              | Philipp Kohlschreiber Richard Gasquet | Marin Čilić Xavier Malisse Tommy Robredo Jarkko Nieminen    |
| 20. září | BCR Open Romania Bukurešť, Rumunsko ATP World Tour 250 series €368,450 – antuka (červená) – 28S/32Q/16D | Juan Ignacio Chela 7–5, 6–1                       | Pablo Andújar                          | Albert Montañés Marcel Granollers     | Jérémy Chardy Björn Phau Potito Starace Pablo Cuevas        |
| 20. září | BCR Open Romania Bukurešť, Rumunsko ATP World Tour 250 series €368,450 – antuka (červená) – 28S/32Q/16D | Juan Ignacio Chela Łukasz Kubot 6–2, 5–7, [13–11] | Marcel Granollers Santiago Ventura     | Albert Montañés Marcel Granollers     | Jérémy Chardy Björn Phau Potito Starace Pablo Cuevas        |
| 27. září | Thailand Open Bangkok, Thajsko ATP World Tour 250 series $551,000 – tvrdý (h) – 28S/32Q/16D             | Guillermo García-López 6–4, 3–6, 6–4              | Jarkko Nieminen                        | Rafael Nadal Benjamin Becker          | Michail Kukuškin Ernests Gulbis Jürgen Melzer Daniel Brands |
| 27. září | Thailand Open Bangkok, Thajsko ATP World Tour 250 series $551,000 – tvrdý (h) – 28S/32Q/16D             | Christopher Kas Viktor Troicki 6–4, 6–4           | Jonatan Erlich Jürgen Melzer           | Rafael Nadal Benjamin Becker          | Michail Kukuškin Ernests Gulbis Jürgen Melzer Daniel Brands |
| 27. září | Malaysian Open Kuala Lumpur, Malajsie ATP World Tour 250 series $850,000 – tvrdý (h) – 28S/17S/16D      | Michail Južnyj 6–7(7), 6–2, 7–6(3)                | Andrej Golubjov                        | David Ferrer Igor Andrejev            | Robin Söderling Tomáš Berdych Marcos Baghdatis Milos Raonic |
| 27. září | Malaysian Open Kuala Lumpur, Malajsie ATP World Tour 250 series $850,000 – tvrdý (h) – 28S/17S/16D      | František Čermák Michal Mertiňák 7–6(3), 7–6(5)   | Mariusz Fyrstenberg Marcin Matkowski   | David Ferrer Igor Andrejev            | Robin Söderling Tomáš Berdych Marcos Baghdatis Milos Raonic |

### Říjen
| Datum     | Turnaj | Vítězové                                        | Finalisté                            | Semifinalisté                      | Čtvrtfinalisté                                                          |
| --------- | --- | ----------------------------------------------- | ------------------------------------ | ---------------------------------- | ----------------------------------------------------------------------- |
| 4. říjen  | China Open Peking, Čína ATP World Tour 500 series $2,100,000 – tvrdý –32S/16Q/16D                                  | Novak Djoković 6–2, 6–4                         | David Ferrer                         | John Isner Ivan Ljubičić           | Gilles Simon Nikolaj Davyděnko Robin Söderling Andy Murray              |
| 4. říjen  | China Open Peking, Čína ATP World Tour 500 series $2,100,000 – tvrdý –32S/16Q/16D                                  | Bob Bryan Mike Bryan 6–1, 7–6(5)                | Mariusz Fyrstenberg Marcin Matkowski | John Isner Ivan Ljubičić           | Gilles Simon Nikolaj Davyděnko Robin Söderling Andy Murray              |
| 4. říjen  | Rakuten Japan Open Tennis Championships Tokio, Japonsko ATP World Tour 500 series $1,100,000 – tvrdý – 32S/16Q/16D | Rafael Nadal 6–1, 7–5                           | Gaël Monfils                         | Viktor Troicki Radek Štěpánek      | Dmitrij Tursunov Guillermo García-López Jarkko Nieminen Andy Roddick    |
| 4. říjen  | Rakuten Japan Open Tennis Championships Tokio, Japonsko ATP World Tour 500 series $1,100,000 – tvrdý – 32S/16Q/16D | Eric Butorac Jean-Julien Rojer 6–3, 6–2         | Andreas Seppi Dmitrij Tursunov       | Viktor Troicki Radek Štěpánek      | Dmitrij Tursunov Guillermo García-López Jarkko Nieminen Andy Roddick    |
| 11. říjen | Shanghai ATP Masters 1000 Šanghaj, Čína ATP World Tour Masters 1000 $3,240,000 – tvrdý – 56S/28Q/24D               | Andy Murray 6–3, 6–2                            | Roger Federer                        | Juan Mónaco Novak Djoković         | Jürgen Melzer Jo-Wilfried Tsonga Robin Söderling Guillermo García-López |
| 11. říjen | Shanghai ATP Masters 1000 Šanghaj, Čína ATP World Tour Masters 1000 $3,240,000 – tvrdý – 56S/28Q/24D               | Jürgen Melzer Leander Paes 7–5, 4–6, [10–5]     | Mariusz Fyrstenberg Marcin Matkowski | Juan Mónaco Novak Djoković         | Jürgen Melzer Jo-Wilfried Tsonga Robin Söderling Guillermo García-López |
| 18. říjen | Kremlin Cup Moskva, Rusko ATP World Tour 250 series $1,000,000 – tvrdý (h) – 28S/32Q/16D                           | Viktor Troicki 3–6, 6–4, 6–3                    | Marcos Baghdatis                     | Pablo Cuevas Denis Istomin         | Radek Štěpánek Horacio Zeballos Alexandr Dolgopolov Igor Kunicyn        |
| 18. říjen | Kremlin Cup Moskva, Rusko ATP World Tour 250 series $1,000,000 – tvrdý (h) – 28S/32Q/16D                           | Igor Kunicyn Dmitrij Tursunov 7–6(8), 6–3       | Janko Tipsarević Viktor Troicki      | Pablo Cuevas Denis Istomin         | Radek Štěpánek Horacio Zeballos Alexandr Dolgopolov Igor Kunicyn        |
| 18. říjen | If Stockholm Open Stockholm, Švédsko ATP World Tour 250 series €531,000 – tvrdý (h) – 28S/32Q/16D                  | Roger Federer 6–4, 6–3                          | Florian Mayer                        | Ivan Ljubičić Jarkko Nieminen      | Stanislas Wawrinka Ivan Dodig James Blake Robin Söderling               |
| 18. říjen | If Stockholm Open Stockholm, Švédsko ATP World Tour 250 series €531,000 – tvrdý (h) – 28S/32Q/16D                  | Eric Butorac Jean-Julien Rojer 6–3, 6–4         | Johan Brunström Jarkko Nieminen      | Ivan Ljubičić Jarkko Nieminen      | Stanislas Wawrinka Ivan Dodig James Blake Robin Söderling               |
| 25. říjen | St. Petersburg Open Petrohrad, Rusko ATP World Tour 250 series $663,750 – tvrdý (h) –32S/32Q/16D                   | Michail Kukuškin 6–3, 7–6(2)                    | Michail Južnyj                       | Dmitrij Tursunov Illja Marčenko    | Victor Hănescu Alexandr Dolgopolov Janko Tipsarević Benjamin Becker     |
| 25. říjen | St. Petersburg Open Petrohrad, Rusko ATP World Tour 250 series $663,750 – tvrdý (h) –32S/32Q/16D                   | Daniele Bracciali Potito Starace 7–6(6), 7–6(5) | Rohan Bopanna Ajsám Kúreší           | Dmitrij Tursunov Illja Marčenko    | Victor Hănescu Alexandr Dolgopolov Janko Tipsarević Benjamin Becker     |
| 25. říjen | Bank Austria-TennisTrophy Vídeň, Rakousko ATP World Tour 250 series €575,250 – tvrdý (h) – 28S/32Q/16D             | Jürgen Melzer 6–7(10), 7–6(4), 6–4              | Andreas Haider-Maurer                | Nicolás Almagro Michael Berrer     | Philipp Kohlschreiber Juan Ignacio Chela Marcos Baghdatis Marin Čilić   |
| 25. říjen | Bank Austria-TennisTrophy Vídeň, Rakousko ATP World Tour 250 series €575,250 – tvrdý (h) – 28S/32Q/16D             | Daniel Nestor Nenad Zimonjić 7–5, 3–6, [10–5]   | Mariusz Fyrstenberg Marcin Matkowski | Nicolás Almagro Michael Berrer     | Philipp Kohlschreiber Juan Ignacio Chela Marcos Baghdatis Marin Čilić   |
| 25. říjen | Open Sud de France Montpellier, Francie ATP World Tour 250 series €575,250 – tvrdý (h) –28S/32Q/16D                | Gaël Monfils 6–2, 5–7, 6–1                      | Ivan Ljubičić                        | Albert Montañés Jo-Wilfried Tsonga | Nikolaj Davyděnko Jarkko Nieminen John Isner Gilles Simon               |
| 25. říjen | Open Sud de France Montpellier, Francie ATP World Tour 250 series €575,250 – tvrdý (h) –28S/32Q/16D                | Stephen Huss Ross Hutchins 6–2, 4–6, [10–7]     | Marc López Eduardo Schwank           | Albert Montañés Jo-Wilfried Tsonga | Nikolaj Davyděnko Jarkko Nieminen John Isner Gilles Simon               |

### Listopad
| Datum        | Turnaj                                                                                                   | Vítězové                                     | Finalisté                    | Semifinalisté                | Čtvrtfinalisté                                                                     |
| ------------ | --- | -------------------------------------------- | ---------------------------- | ---------------------------- | ---------------------------------------------------------------------------------- |
| 1. listopad  | Valencia Open 500 Valencie, Španělsko ATP World Tour 500 series €1,357,000 –tvrdý (h) – 32S/32Q/16D      | David Ferrer 7–5, 6–3                        | Marcel Granollers            | Gilles Simon Robin Söderling | Juan Mónaco Nikolaj Davyděnko Potito Starace Gaël Monfils                          |
| 1. listopad  | Valencia Open 500 Valencie, Španělsko ATP World Tour 500 series €1,357,000 –tvrdý (h) – 32S/32Q/16D      | Andy Murray Jamie Murray 7–6(8), 5–7, [10–7] | Mahesh Bhupathi Max Mirnyj   | Gilles Simon Robin Söderling | Juan Mónaco Nikolaj Davyděnko Potito Starace Gaël Monfils                          |
| 1. listopad  | Davidoff Swiss Indoors Basilej, Švýcarsko ATP World Tour 500 series €1,225,000 – tvrdý (h) – 32S/32Q/16D | Roger Federer 6–4, 3–6, 6–1                  | Novak Djoković               | Andy Roddick Viktor Troicki  | Radek Štěpánek David Nalbandian Richard Gasquet Robin Haase                        |
| 1. listopad  | Davidoff Swiss Indoors Basilej, Švýcarsko ATP World Tour 500 series €1,225,000 – tvrdý (h) – 32S/32Q/16D | Bob Bryan Mike Bryan 6–3, 3–6, [10–3]        | Daniel Nestor Nenad Zimonjić | Andy Roddick Viktor Troicki  | Radek Štěpánek David Nalbandian Richard Gasquet Robin Haase                        |
| 8. listopad  | BNP Paribas Masters Paříž, Francie ATP World Tour Masters 1000 €2,227,500 – Hard (i) –48S/24Q/24D        | Robin Söderling 6–1, 7–6(1)                  | Gaël Monfils                 | Roger Federer Michaël Llodra | Jürgen Melzer Andy Murray Andy Roddick Nikolaj Davyděnko                           |
| 8. listopad  | BNP Paribas Masters Paříž, Francie ATP World Tour Masters 1000 €2,227,500 – Hard (i) –48S/24Q/24D        | Mahesh Bhupathi Max Mirnyj 7–5, 7–5          | Mark Knowles Andy Ram        | Roger Federer Michaël Llodra | Jürgen Melzer Andy Murray Andy Roddick Nikolaj Davyděnko                           |
| 15. listopad | Žádné turnaje se nekonaly.                                                                               | Žádné turnaje se nekonaly.                   | Žádné turnaje se nekonaly.   | Žádné turnaje se nekonaly.   | Žádné turnaje se nekonaly.                                                         |
| 22. listopad | Barclays ATP World Tour Finals Londýn, Velká Británie £2,227,500;tvrdý (h) – 8S/8D (ZS)                  | Roger Federer 6–3, 3–6, 6–1                  | Rafael Nadal                 | Andy Murray Novak Djoković   | Poražení v základ. skupině Tomáš Berdych Andy Roddick Robin Söderling David Ferrer |
| 22. listopad | Barclays ATP World Tour Finals Londýn, Velká Británie £2,227,500;tvrdý (h) – 8S/8D (ZS)                  | Daniel Nestor Nenad Zimonjić 7–6(6), 6–4     | Mahesh Bhupathi Max Mirnyj   | Andy Murray Novak Djoković   | Poražení v základ. skupině Tomáš Berdych Andy Roddick Robin Söderling David Ferrer |
| 29. listopad | Davis Cup 2010 - finále Bělehrad, Srbsko – tvrdý (h)                                                     | Srbsko 3–2                                   | Francie                      |                              |                                                                                    |